# 渋谷めぐみ
渋谷めぐみ（しぶたに めぐみ、1979年12月29日 - ）は、日本の女性シンガーソングライター。東京都内や神奈川県内のライブハウスを中心にインディーズで活動中。神奈川県横浜市出身。血液型はAB型。

## 略歴
- 1979年12月29日　神奈川県横浜市で生まれる。
- 1993年　中学2年生の時、青森県出身の両親が地元に戻ることになり、青森県鰺ヶ沢町に移転。
- 1998年4月　青森県鰺ヶ沢町の県立高校卒業を機に上京、神奈川県横浜市が拠点の富士スーパー（現富士シティオ）に就職。
- 2002年　歌手になることは考えていなかったが、カラオケの歌唱力を見込まれ、知人に頼まれて原宿RUIDO（当時）のステージでオープニングアクトを務め、カバー曲を2曲歌う。これをきっかけにボイスレッスンを受け始める。
- 2003年ごろ　ボイストレーナー・羽山茂樹の指導を受けながら、作詞作曲を開始。初めて作った曲がファーストミニアルバム 『Secret Love 〜涙〜』に収録されている「隠し事」。

毎月数回、東京・新橋駅前のSL広場で路上ライブを始める。
- 2004年　コンピアルバム『Girls be ambicious』にオリジナル曲「サヨナラ…。」で参加。初めて音源を発売。

同年、ロックバンド「Anjo de neve azul」をギターのAnjoらと結成、翌年から月１回程度のペースでライブハウスに出演し始める。
- 2006年　バンド解散。ソロ活動に戻り、レコーディングを始める。
- 2006年12月29日　ファーストミニアルバム『Secret Love 〜涙〜』を発売。毎年恒例となるバースデーライブを六本木EDGEで開始。
- 2007年　神奈川県の日吉napや川崎クラブチッタ、新横浜Bell's、東京の代々木boogaloなどのライブハウスを中心に、積極的にライブ活動を開始。
- 2007年2月　FMやまとの新人アーティスト発掘番組「DREAM FACTORY YAMATO 2007」（土曜日夜8時放送）では、2007年2月度のチャンピオンになる。
- 2007年8月19日　初のワンマンライブを日吉napで開催。
- 2007年12月31日　毎年恒例となるカウントダウンライブを日吉napで始める。
- 2008年3月11日　ライブハウス「表参道FAB」（現GROUND、東京都渋谷区）でレコ発企画ライブ「歌姫ナイトクラブ」を開催。シングル『ユメオチ』を発売。
- 2008年12月29日　毎年恒例の六本木EDGEでのバースデーライブで、アルバム『SHIBUMEGU』を発売。
- 2011年3月5日　シングル『magic』を発売、新横浜BELL'sでレコ発ワンマンを開催し満員の聴衆を大いにわかす。
- 2011年4月～　FM世田谷の音楽番組『BIG TIME Plus-sum 〜渋谷めぐみのDeepな夜〜』でパーソナリティーを務める。
- 2011年9月～　かわさきFM79.1MHzの音楽番組『BIG TIME SCENE 〜渋谷めぐみのMusic Street〜』でパーソナリティーを務める。毎週火曜日22時〜23時放送。
- 2011年11月　第5回溝の口ノクティミュージックコンテストで、チャンピオンに。
- 2011年12月29日　シングル『dejavu』を発売。
- 2012年４月～　かわさきFM79.1MHzの音楽番組『BIG TIME SCENE 〜渋谷めぐみのDeepな夜〜』でパーソナリティーを務める。
- 2012年8月8日　ジャズ調のセルフカバーアルバム『Summer Rose』を発売。ジャズバー東京倶楽部でレコ発ライブ開催。
- 2012年10月25日　ギターリスト三井真一とユニット「MEG-mi-TSUI」を結成。二子玉川・東京音実劇場で初ライブ。
- 2013年11月11日　身内看病のため一時活動を休止していたが、赤坂グラフィティのライブで活動を再開予定（MEG-mi-TSUIで出演）。

## ディスコグラフィー
- ミニアルバム『Secret Love 〜涙〜』（2006年12月29日発売）

1．涙 　2．愛ことば　 3．恋愛事件　 4．隠し事
- シングル『ユメオチ』 (2008年3月11日発売）

1．ユメオチ 　2．壊れた夢 　3．奇跡
- アルバム『SHIBUMEGU』（2008年12月29日発売）

1．eternally　　2．サヨナラ　　3．Day after day　　4．えんぴつ　　5．東京　　6．秘密　　7．星　　8．コクハク　9．涙　　10．Deep　　11．会いたい　　12．真実の花
- シングル『magic』 (2011年3月5日発売）

1．magic　2．咲来〜サクラ〜
- シングル『dejavu』 (2011年12月29日発売）

1. dejavu　2. trap
- 2nd アルバム『Summer Rose』 (2012年8月8日発売）〜ジャズ調セルフカバーアルバム〜

1. Deep  2. magic  3. 壊れた夢  4. 隠し事　5. 東京  6. ユメオチ  7. サヨナラ  8. 奇跡  Bonus Track. Summer Rose

## 出演

### ラジオ
- FM世田谷「BIG TIME Plus‐sum 〜渋谷めぐみのDeepな夜〜」(2011年4月〜8月）
- かわさきＦＭ「BIG TIME SCENE 〜渋谷めぐみのMusic Street〜」(2011年9月〜11月）
- 同「BIGTIMESCENE～渋谷めぐみのDeepな夜～」(2012年 4月〜9月)